# Estadio de fútbol La Victoria
El estadio de fútbol La Victoria, es un estadio de fútbol ubicado en la ciudad de Maracaibo. Este estadio lleva por nombre la urbanización homónima, y a su vez, es parte de la Sede Deportiva Lino Alonso. La administración del recinto la lleva el Zulia Fútbol Club.
La sede deportiva converge no solo la cancha de entrenamiento y juego de la Primera División, sino que funcionan las oficinas administrativas, de prensa, gerenciales, de categorías menores y directiva. Además de áreas de camerino, gimnasio y otras.